# Tùng Cổ Đồ
Tùng Cổ Đồ (tiếng Mãn: ᠰᠣᠩᡤᠣᡨᡠ, chuyển tả: Songgotu, Giản thể: 松古图, Phồn thể: 松古圖; 1612 - 1646), còn được dịch là Tùng Quốc Thác, Thông Cổ Luân , Cách cách Hậu Kim, là Hoàng bát nữ của Nỗ Nhĩ Cáp Xích. 

## Cuộc đời
Tùng Cổ Đồ sinh vào giờ Tuất, ngày 7 tháng 12 (âm lịch), năm Minh Vạn Lịch thứ 40 (1612). Mẹ bà là Trắc Phúc tấn Diệp Hách Na Lạp Thị, con gái của Dương Cát Nỗ, là đường muội của Hiếu Từ Cao Hoàng hậu Mạnh Cổ Triết Triết.
Năm Thiên Mệnh thứ 10 (1625), ngày 16 tháng giêng , bà gả cho Thai cát Cổ Nhĩ Bố Thập (古尔布什) thuộc Bác Nhĩ Tế Cát Đặc thị của Khách Nhĩ Khách, đồng thời được phong là Hòa Thạc Công chúa.
Tuy nhiên, một số người cho rằng, bà được phong Công chúa vào lúc Hoàng Thái Cực phong bảy vị Công chúa vào năm Sùng Đức nguyên niên (1636). Trong đó, "Tùng Quốc Thác, ái nhĩ như ngã chi muội, đương tuần đại lễ, tứ nhĩ sách văn, phong vi Hòa Thạc Công chúa. Nhĩ vật thị ngô chi muội, việt phân bội đạo nghịch lý" . Hơn nữa còn cho rằng, việc bà được phong làm Hòa Thạc Công chúa có liên quan đến việc mẹ bà là dì họ của Hoàng Thái Cực. Bởi vì trong số các chị em, huyết thống giữa bà và Hoàng Thái Cực có phần thân cận hơn .
Năm Thuận Trị thứ 3 (1646), tháng 2, bà qua đời ở tuổi 35.